# Посейдон
Посейдо́н (др.-греч. Ποσειδῶν) — в древнегреческой мифологии верховный морской бог, один из трёх главных богов-олимпийцев вместе с Зевсом и Аидом. Сын титана Кроноса и Реи, брат Зевса, Аида, Геры, Деметры и Гестии (Hes. Theog.). При разделении мира после победы над титанами Посейдону досталась водная стихия (Hom. Il.). Постепенно он оттеснил древних местных богов моря: Нерея, Океана, Протея и других. Придание Посейдону статуса верховного бога связано с большим значением моря для древних греков, ибо Греция окружена морями и является морской цивилизацией.
Посейдон со своей женой богиней Амфитритой и сыном Тритоном обитают в роскошном дворце на дне моря в окружении нереид, гиппокампов и других обитателей моря. Сам Посейдон мчится по морю на колеснице, запряжённой гиппокампусами, с трезубцем, которым вызывал бури, разбивал скалы, ударял по земле, что приводило к образованию родников с пресной или морской водой.

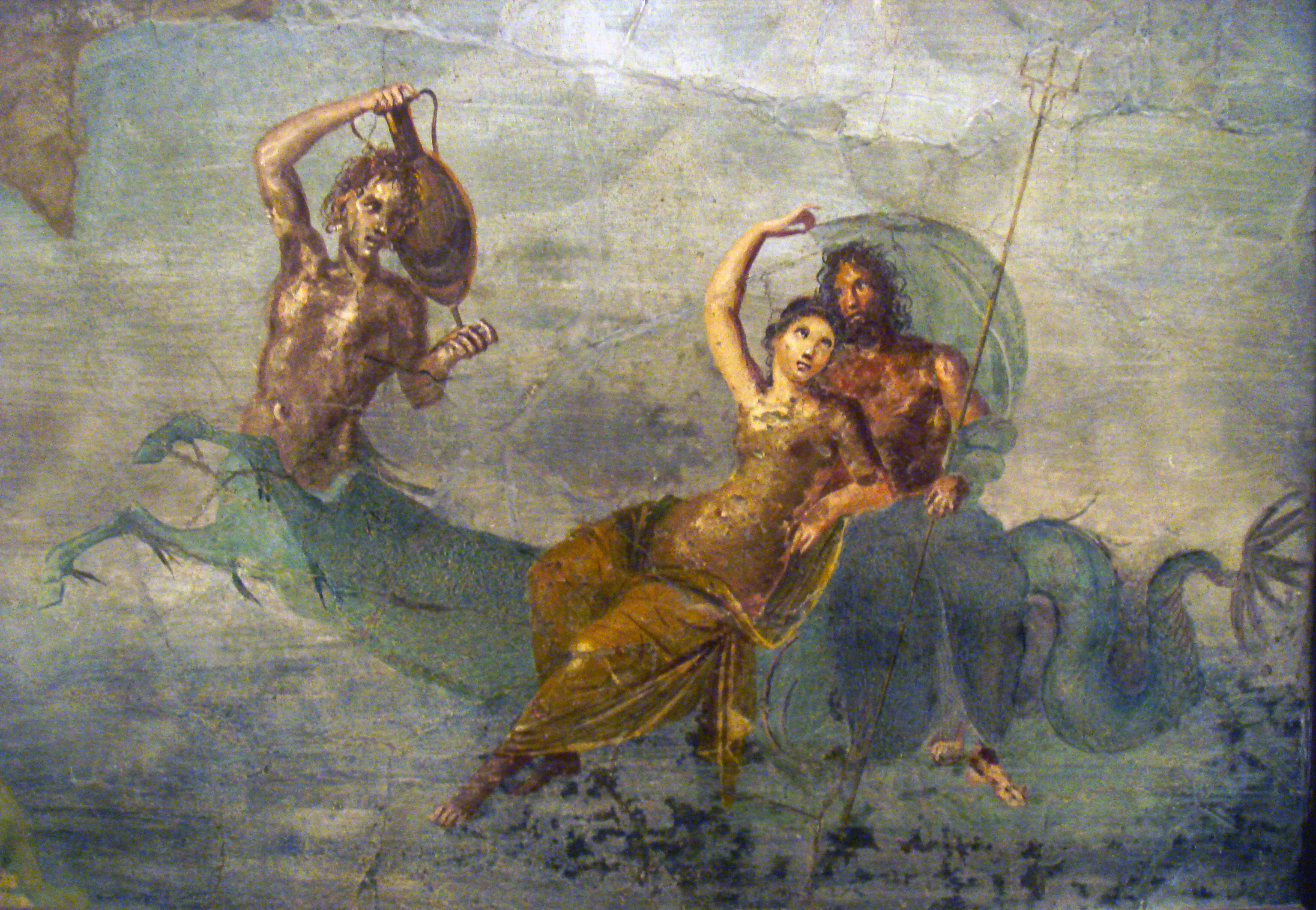
Посейдон и Амфитрита, фреска из Помпей, 50-79 год

Яростен и тяжёл нравом; с неумолимым гневом преследует он тех, кто его оскорбляет, например Одиссея — отмечается в Реальном словаре классических древностей. По ЭСБЕ, основная черта, отличающая Посейдона в мифах — это властность, несокрушимая и бурная сила, которая проявляется нераздельно с его царственным величием; в изображениях античных произведений искусства его лицо носило большей частью выражение гнева и возбуждения, в противоположность олимпийскому спокойствию Зевса.
В древнеримской мифологии ему соответствовал Нептун.

## Происхождение имени
Впервые имя зафиксировано в источниках на линейном письме Б: Po-se-da-o, Po-se-da-wo-ne что соответствует Ποσειδάων и Ποσειδάϝoνος в микенском греческом языке; в гомеровском греческом языке оно появляется как Ποσιδάων; в эолийском как Ποτε(ι)δάων; в дорийском как Ποτειδάν и Ποτειδᾶς; в аркадском, как Ποσoιδᾱν. В надписях с лаконическим стилем из Тайнарона, Гелоса и Турии как Ποὁιδάν, что указывает на то, что дорийцы заимствовали это имя у предшествующего населения. Форма Ποτειδάϝων (Poteidawōn) появляется в Коринфе.
Происхождение имени Посейдон неясно, а возможные этимологии противоречивы среди ученых. Одна из теорий разбивает его на элемент, означающий «муж» или «господин» (др.-греч. πόσις, от пра-и.е. *pótis), и другой элемент, означающий «земля» (др.-греч. δᾶ, дорийское γῆ), в результате чего получается что-то вроде господина или супруга земли; это связывает его с Деметрой, «матерью-Землёй». Буркерт находит, что «второй элемент δᾶ- остается безнадежно неоднозначным» и считает, что чтение «муж Земли» «совершенно невозможно доказать». Согласно Беекесу, «нет никаких указаний на то, что δᾶ означает „земля“», хотя корень da появляется в надписи линейным письмом Б E-ne-si-da-o-ne «сотрясатель земли».
Другая теория интерпретирует второй элемент как связанный с (предположительно) дорическим словом *δᾶϝον dâwon, «вода», пра-и.е. *dah₂- «вода» или пра-и.е. *dʰenh₂- «бежать, течь», др.-инд. dā́nu «жидкость, капля, роса» и названия рек, таких как Дунай (< *Danuvius) или Дон. Это сделало бы *Posei-dawōn хозяином вод.
Философ Платон в своём диалоге «Кратил» приводит несколько народных этимологий:

Итак, мне кажется, что первый, кто дал имя «Посейдон», сделал это потому, что, когда он вступал в воду, силы моря его удерживали и не позволяли идти вперёд, становясь как бы путами для его стоп. Поэтому бога, властителя этой силы, он назвал Посейдоном (Ποσειδών), так как тот был для него Стопутидон (Ποσίδεσμος), а буква эпсилон [перед йотой] уже впоследствии была прибавлена для благозвучия. А возможно, он и не так говорил, но вместо сигмы вначале произносил две ламбды — не Посейдон, а Поллейдон, подразумевая бога, много ведающего (πολλά είδώς). Может быть и то, что Посейдон называется так от слова «сотрясать» (σε'ιειν), как сотрясающий морские глубины, а пи и дельта прибавились позднее.— Платон, «Кратил» 403
Беекес предполагает, что теоним, вероятно, имеет догреческое происхождение. Первоначальная форма, вероятно, была микен. др.-греч. Ποτ(σ)ειδάϝων (Pot(s)eidawōn). «Интервокальное придыхание предполагает догреческое (пеласгийское) происхождение, а не индоевропейское».

## Мифология и культ

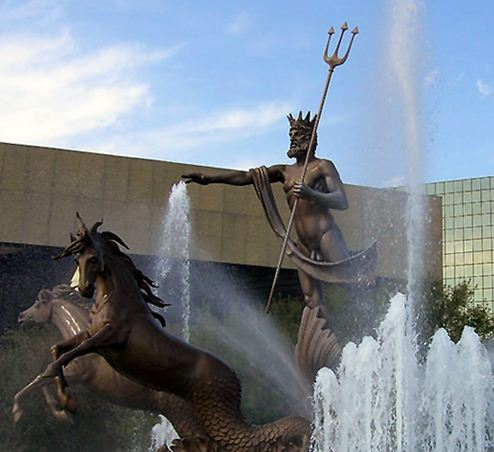
Скульптура Посейдона в Монтеррее

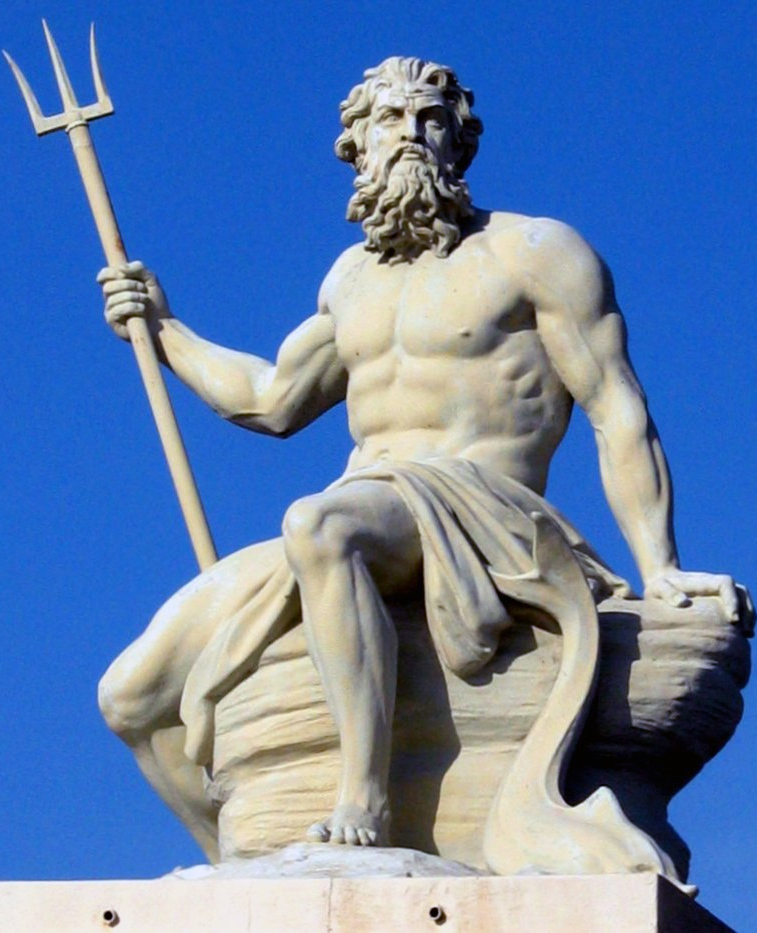
Скульптура Посейдона в Копенгагене

Когда Рея родила его, титан Кронос съел его, как его 4 чада. По другой версии, Кронос бросил его в море. Воспитан на Родосе вулканическими морскими божествами, которые назывались тельхинами.
После того, как Зевс заставил своего отца Крона даровать свободу проглоченным им же детям, принял участие в титаномахии. Изготовил медную дверь для Тартара после победы над титанами. По словам критян, впервые занялся морскими трудами и создал корабли.
Существует несколько преданий о споре Посейдона за города с другими богами. Наиболее известен спор за Аттику с Афиной-Палладой. Споря за неё, он ударил трезубцем в берег и произвёл коня, или по другой версии, солёный источник. Проиграв спор, он хотел затопить Аттику, что Гермес по приказу Зевса запретил. Также судился с Афиной за Трезен, с Герой за Арголиду, с Зевсом за Эгину, с Дионисом за Наксос, с Аполлоном за Дельфы, с Гелиосом за Родос и Коринф (согласно Евмелу). Все эти тяжбы морской бог проиграл.
Лишь легендарная Атлантида называлась царством Посейдона и его потомков, которые по неизвестной причине, во время войны с Афинами, были погребены под водами океана.
Посейдон был вынужден признать главенство своего младшего брата Зевса, но, считая себя равным ему, выступил против вместе с Герой и Афродитой (или в заговоре участвовали Гера, Посейдон и Афина), но потерпел поражение и был спасён Фетидой.
В наказание за заговор против Зевса вместе с Аполлоном служил царю Трои Лаомедонту. Посейдон вместе с Аполлоном при помощи царя Эгины Эака воздвиг стены в Трое, а когда царь Лаомедонт не отдал им обещанной платы, наслал на город морское чудовище, пожиравшее людей и затем убитое Гераклом.
У Гомера, в Троянской войне он был на стороне ахейцев, или греков. Ударом трезубца Посейдон разбил скалу и погубил Аякса Оилида. Затем Посейдон преследовал царя Итаки Одиссея за то, что тот ослепил его сына циклопа Полифема.
По преданию, ударом трезубца он открыл в Фессалии Темпейскую долину.
От принесения в жертву для укрощения гнева Посейдона спас Андромеду Персей.
По А. Ф. Лосеву, древнейшее представление о Посейдоне связано с плодородием земли, пропитанной влагой:

Олимпийский Посейдон неразрывно связан именно с морской стихией, сохранив в качестве рудиментов эпитеты, указывающие на былую связь с землёй, мифы о зооморфных ипостасях Посейдона — коне и быке — и предания о Посейдоне, своим трезубцем выбивающем из земли пресную влагу источников.

В словаре Любкера отмечается: «В древнепеласгическое время Посейдон был не только богом моря, но и богом всех вод, распространённых на земле и вокруг неё; он даёт начало источникам, рекам и озёрам. Поэтому он был также питателем и оплодотворителем растительного царства и стоял близко к Деметре». Согласно Бетти Редис, Посейдон первоначально был богом землетрясений, а уже позже — моря. У Любкера он среди прочего отмечается как объемлющий и держащий землю, и как колебатель земли он производит землетрясения. В ЭСБЕ в связи с этим отмечается, что древние считали, что землетрясения происходят от действия воды, проникающей в пещеры и земные углубления.
Считалось, что существованием лошадей и коневодства люди обязаны Посейдону, который создал коня и научил смертных управляться с ним, поэтому он имел прозвище Гиппий (Конный). Как отмечает Б. Редис, почитавшиеся вместе с ним его кони первоначально были хтоническими, а не морскими. Именно он, по преданию, создал коня и научил управлять им. В его честь устраивали Истмийские игры с конными ристалищами.
Кроме коня священными животными Посейдона были дельфин и бык — в частности чёрный, а священным деревом — сосна.
Изображали его могучим мужчиной зрелого возраста с длинными волосами и бородой, как правило, с трезубцем в руке, разъезжающим на колеснице по морю. У него голубые глаза или глаза цвета моря.
Ему посвящены XXII гимн Гомера и XVII орфический гимн. Он действующее лицо трагедии Еврипида «Троянки», комедии Аристофана «Птицы».
Культ Посейдона был широко распространён во всей Древней Греции, преимущественно в прибрежной части и на островах; особенно богат местами его почитания был Пелопоннес — ионийцы почитали его как покровителя своего племени.
У римлян Посейдон отождествлялся с Нептуном, у филистимлян — отчасти с Дагоном.

## Эпитеты Посейдона
- Амебей. Эпитет Посейдона[41].
- Амфибей. Эпитет Посейдона[42].

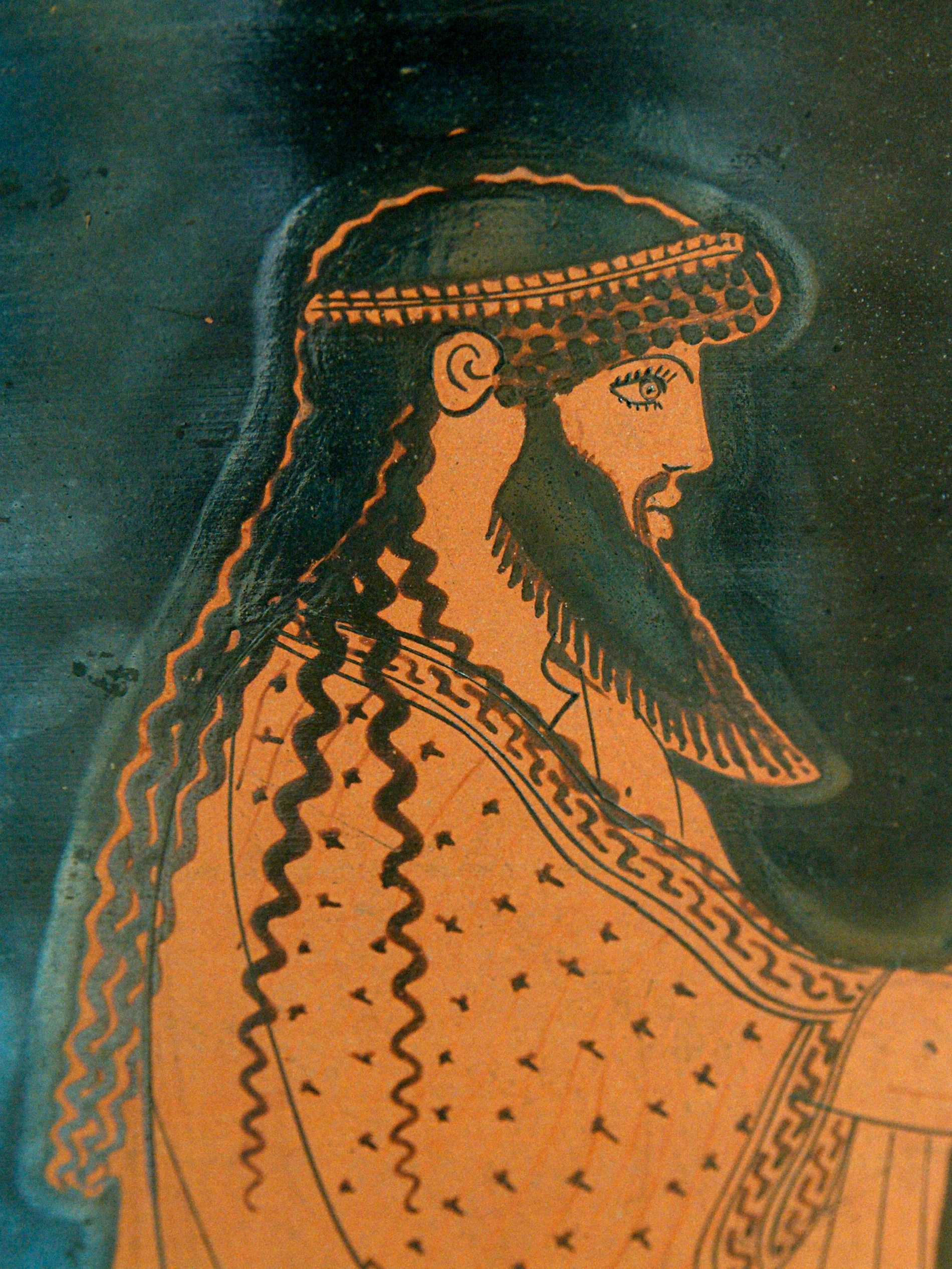
Посейдон на кратере, первая половина V в. до н. э.

- Асфалий. Общераспространённый эпитет Посейдона[43]. Его святилище родосцы воздвигли на новом острове, возникшем из моря[44].
- Геликоний. Эпитет Посейдона у ионийцев. Храм в Гелике (у горы Геликон) и жертвенник в Милете[45].
- Генетлий. (Генефлий.) Эпитет Посейдона[46].
- Гиппий. («Конный»). Эпитет Посейдона[47], так как он впервые укротил коня[23]. Был изобретателем верховой езды[48]. Либо потому, что превратился в коня, чтобы овладеть Деметрой[49]. Жертвенник в Афинах[50]. Микен. i-qo («конь»)[51]. Гиппеи
- Кианохет («Черновласый»). Эпитет Посейдона[52]. Постоянный эпитет у Гомера, буквально «с волосами цвета морской волны», у Жуковского «лазурнокудрявый»[53]. Как отмечает А. Ф. Лосев: морская тёмно-синяя бурливая волна и есть сам Посейдон, постоянно именуемый «синекудрым», «темновласым»[9].
- Кренух «держатель источника»[9].
- Литей. «Разрешитель» Прозвище Посейдона в Фессалии[54].
- Меланф. Эпитет Посейдона[55].
- Патер. Эпитет Посейдона в Элевсине, там его храм[56].
- Нимфагет «водитель нимф»[9], он состоял в брачном союзе со многими нимфами[38].
- Патрогений. Эпитет Посейдона[57].
- Пелагий. «Морской». Общераспространённый эпитет Посейдона[43].
- Профант. Эпитет Посейдона в Фурии[58].
- Самийский. Эпитет Посейдона[59].
- Таврий. Эпитет Посейдона[60].
- Тараксипп. Имя Посейдона[61].
- Фемий. Эпитет Посейдона[62].
- Фиталмий. («Раститель»). Эпитет Посейдона[63], храм в Трезене[64].
- Эгей. (Эгеон.) Прозвище Посейдона[65].
- Энносигей. (у Стесихора Энносид[66]) Эпитет Посейдона[67]. В микенскую эпоху e-ne-si-da-o-ne (Энесидаон)[68].
- Эносихтон. «Земли колебатель». Эпитет Посейдона[69].
- Эрехфей. («Разрыватель»). Эпитет Посейдона в Афинах: Дворецкий И. Х. Древнегреческо-русский словарь. — М.: ГИИНС, 1958. — Т. 2. — С. 660; A Greek-English Lexicon compiled by Henry George Liddel and Robert Scott, revised and augmented throughout by Sir Henry Stuart Jones with the assistance of Roderick McKenzie and with the cooperation of many scholars. With a revised Supplement / Henry George Liddel, Robert Scott. — Oxford, 1996. — P. 686.

## Супруги и возлюбленные

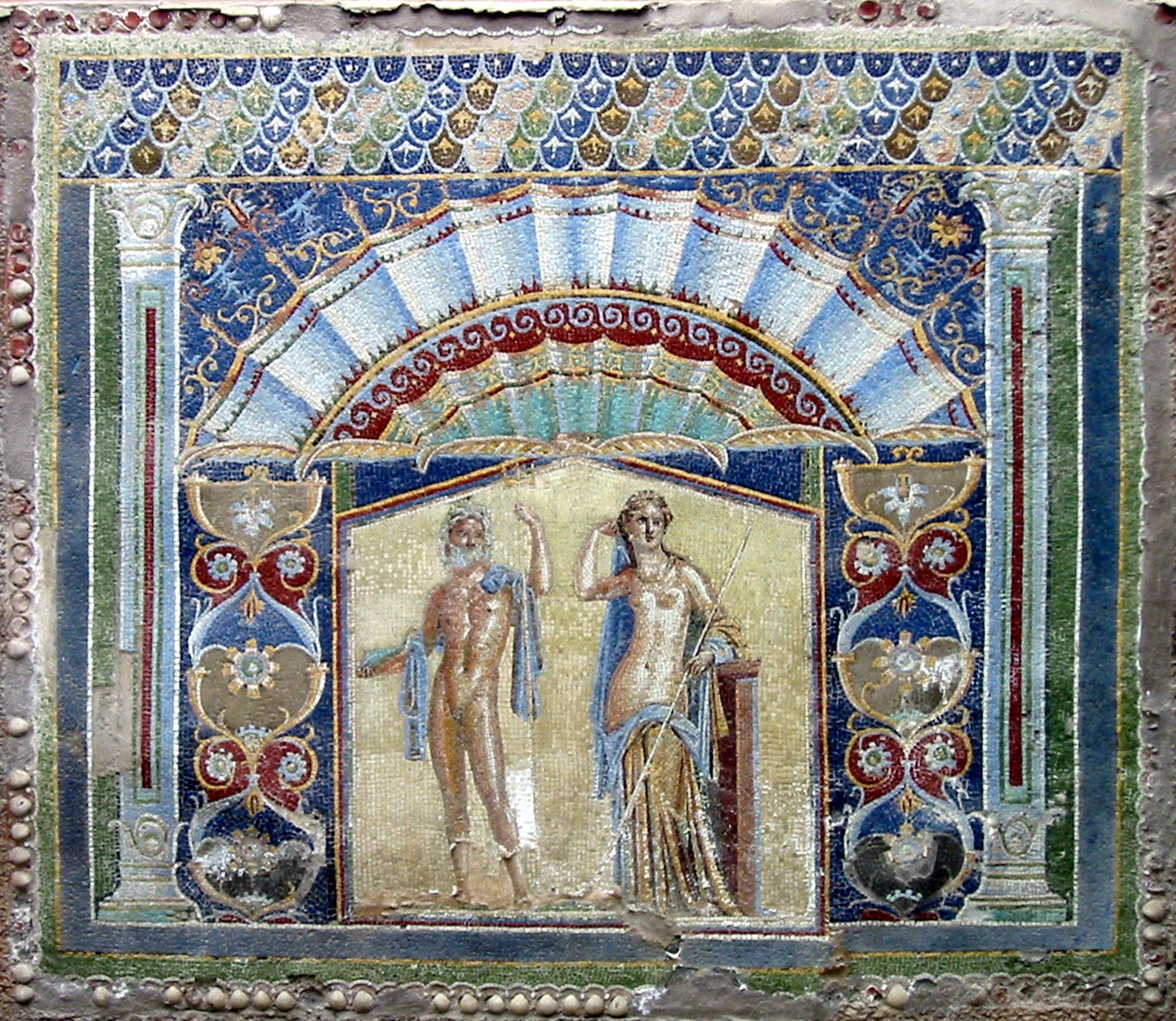
Нептун и Амфитрита на античной римской мозаике в Геркулануме

Его супругами называют: Амфитриту, Берою, Ливию, Каллирою.
Его отвергли: Астерия (версия), Гестия, Коронида (ставшая вороной), Фетида.
Возлюбленные:
- Диопатра (офрийская нимфа);
- Евбея;
- Кенида (дочь Элата);
- Скилла;
- Фия.

Также его возлюбленным именуется Пелоп.
Принял облик быка, когда возлёг с Арной; облик коня — с Деметрой; облик речного бога Энипея — с Ифимедеей; барана — с Феофаной; птицы — с Медузой Горгоной, дельфина — с Меланфией, Алопа, Эфра.

## Многочисленное потомство
- Абант. От Аретусы.
- Абдер. От Фронии (версия).
- Авгий и Актор из Элиды (версия).
- Агел и Мелан. От хиосской нимфы.
- Агенор и Бел. От Ливии.
- Алоады (От и Эфиальт). От Ифимедеи.
- Алоей, Гоплей, Нирей, Триоп и Эпопей. От Канаки.
- Алфеп. От Леиды.
- Амик и Мигдон. От Мелии.
- Амфимар.
- Анкей. От Астипалеи или Алфеи.
- Антей. От Геи.
- Аон.
- Арет.
- Арион (конь). От Деметры.
- Арприт. (неясно)
- Асоп Флиасийский. От Перо или Келусы (версия).
- Аспледон. От Мидеи.
- Афина. От Тритониды (версия ливийцев).
- Ахей, Пеласг и Фтий. От Ларисы.
- Беллерофонт. От Евримеды или Евриномы.
- Беот и Эллин. От Антиопы.
- Беот и Эол. От Арны, или Меланиппы, или Антиопы.
- Бриарей (версия).
- Бусирис. От Лисианассы или Ливии.
- Бут. Из Афин (версия).
- Визант. От Кероессы.
- Галес. Из Италии.
- Галиррофий. От Бафиклеи.
- Гиперет и Анфас. От Алкионы.
- Гирией, Гиперенор и Эфуса. От плеяды Алкионы. По версии, также некий Эфокей.
- Главк Морской. От Наиды (версия).
- Деркин и Иалебион. Из Лигурии.
- Деспойна. От Деметры.
- Диктис. От Агамеды.
- Диррах. От дочери Эпидамна.
- Евадна (дочь Ифия). От Питаны.
- Евмолп. От Хионы или Терпсихоры.
- Еврипил с Коса. От Астипалеи, Местры или Келено.
- Еврипил из Ливии.
- Еврит и Ктеат из Элиды. От Молионы (версия).
- Евсир.
- Евфем. От Мекионики или Европы (дочери Тития).
- Идас. От Арены.
- Ирина. От Меланфии.
- Ифимедея (версия).
- Кавкон. От Астидамии.
- Калавр.
- Келен. От данаиды Келено.
- Кенхрей и Лехей. От Пирены.
- Керкион. От дочери Амфиктиона.
- Кикн из Троады. От Гарпалы, или Калики, или Скамандродики.
- Кимополея.
- Кихрей. От Саламины
- Крий (баран). От Феофаны.
- Кром.
- Ламия.
- Левкон. От Фемисто.
- Лелег. От Ливии.
- Лик, Никтей и Трикон. От плеяды Келено.
- Мегарей. От Энопы (версия).
- Миний. От Еврианассы.
- Навплий. От Амимоны.
- Навсифой. От Перибои.
- Нелей и Пелий. От Тиро.
- Огиг (версия).
- Онхест.
- Орион. От Евриалы (версия).
- Парал.
- Парнас. От Клеодоры.
- Пегас и Хрисаор. От Медузы Горгоны.
- Пелей. (неясно)
- Пеон и Эдон. От Геллы.
- Перат. От Калхинии.
- Периклимен. От Хлориды.
- Перифет.
- Полифем (циклоп). От Фоосы.
- Полифем (лапиф) (версия).
- Полтис и Сарпедон из Фракии.
- Прокруст.
- Протей.
- Рода и 6 братьев («восточных демонов»). От Галии.
- Сикел (версия).
- Скельмис (тельхин).
- Скилла. От Геи (версия).
- Скирон.
- Скифий (конь).
- Страх (Мет). От Мелиты.
- Тарент (Тарас). От нимфы Сатиры.
- Тафий. От Гиппофои.
- Теламон (версия).
- Тритон, Рода и Бентесикима. От Амфитриты.
- Тесей. От Эфры.
- Урея.
- Урсула.
- Фавн. От Кирки.
- Фасос (версия).
- Феак. От Керкиры.
- Финей (версия).
- Фок (версия).
- Хиос. От Хионы.
- Хрис. От Хрисогении.
- Хрисаор. От Медузы Горгоны.
- Хтоний. От Симы.
- Элей. От Еврикиды.
- Эокл. От Аскры.
- Эргин из Милета.
- Эрик. От Афродиты (версия).
- Тельхины (версия).
- Цари Атлантиды. От Клейто.

## Убитые Посейдоном
- Амаранф с Евбеи. От шторма.

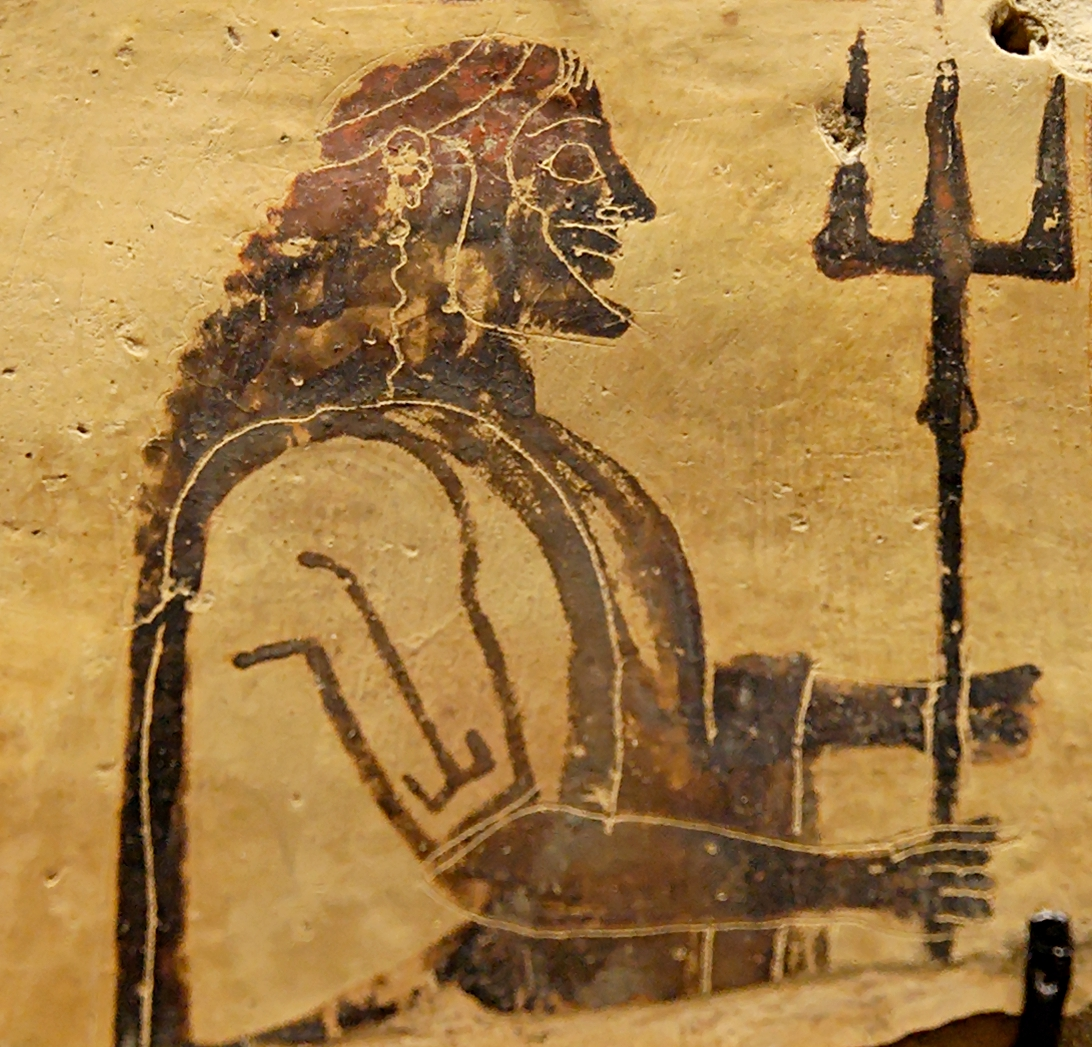
Посейдон со своим трезубцем, коринфская табличка, 550—525 гг. до н. э.

- Ипполит. Бог послал быка, который испугал коней.
- Полибот (гигант).
- Аякс Оилид.
- Народ флегиев.
- Эгеон (гигант).
- Эрехтей. Царь Афин.